# Tapirira purpusii
Tapirira purpusii är en sumakväxtart som beskrevs av T. S. Brandegee. Tapirira purpusii ingår i släktet Tapirira och familjen sumakväxter. Inga underarter finns listade i Catalogue of Life.